# Leontodon eriopodus
Leontodon eriopodus là một loài thực vật có hoa trong họ Cúc. Loài này được Emb. & Maire mô tả khoa học đầu tiên năm 1927.